# Becsvölgye
Becsvölgye is een plaats (község) en gemeente in het Hongaarse comitaat Zala. Becsvölgye telt 866 inwoners (2001).